# Cultura de Malasia
La cultura de Malasia está conformada por el aporte de las diversas culturas de los diferentes pueblos de Malasia. Las primeras personas que vivieron en la zona fueron tribus indígenas que aún subsisten, que fueron seguidos por los malayos, que emigraron a esta región desde el continente asiático en la antigüedad. Las influencias culturales de China e India dejaron su marca al comenzar a crecer el comercio, comenzó con esos países, y con ello aumentó la inmigración a Malasia. Otras culturas que han influido en gran medida cultura malaya son las persa, árabe y británica. Los diversos grupos étnicos que actualmente conviven en Malasia tienen su propia identidad cultural y distintiva, aunque con algún cruce. El profesional dedicado al estudio de la cultura y de todo aspecto relacionado con "lo malayo" es el malayista.
Las artes y la música tienen una larga tradición en Malasia, con el arte malayo que data de los sultanatos malayos. El arte tradicional se centra en ámbitos como la escultura, orfebrería y tejidos. La cultura islámica ha influido hasta mediados del siglo XX a través de los tabúes y restricciones en cuanto a la representación de seres humanos en obras de arte. Las artes escénicas y espectáculos de títeres de sombras son muy populares, y a menudo presentan influencias de la India. La arquitectura presenta diversas influencias, tanto desde el interior de Malasia como de otros países, Malasia cuenta con uno de los edificios más altos del mundo, las Torres Petronas en Kuala Lumpur. La música de Malasia tiene una variedad de orígenes, y es en gran parte de percusión. La literatura de Malasia antigua se basó en las epopeyas indias, y se mantuvo sin cambios aunque los malayos se convirtieron al Islam en las últimas décadas. La literatura en inglés permaneció restringida a la clase más alta hasta la llegada de la imprenta. A nivel local formas de literaturas china e india aparecieron en el siglo XIX. 
La gastronomía se divide a lo largo de líneas étnicas, aunque se han producido algunas mezclas, creando platos únicos. Cada grupo religioso tiene sus principales días de fiesta, siendo los más importantes declarados días feriados oficiales. Los feriados oficiales difieren según el estado, el más extendido es Hari Merdeka, que celebra la independencia de Malasia. A pesar de que los festivales a menudo provienen de un origen étnico específico, los mismos son celebrados por toda la población de Malasia independientemente de su etnia. Los deportes tradicionales son muy populares en Malasia, además se ha convertido en una potencia en los deportes internacionales como el bádminton. Malasia organizó los Juegos de la Commonwealth en 1998. 
El gobierno de Malasia ha fijado sus objetivos en cuanto a la cultura en la "Política Nacional de la Cultura 1971", que define lo que se consideraba la cultura oficial, basándola en la cultura malaya y la integración de influencias islámicas. Este lenguaje especialmente afectados, y sólo los textos de Malaca se consideran textos culturales oficiales. El control gubernamental sobre los medios es fuerte, y la mayoría de los medios de comunicación están relacionados con el gobierno de alguna manera.

## Gastronomía

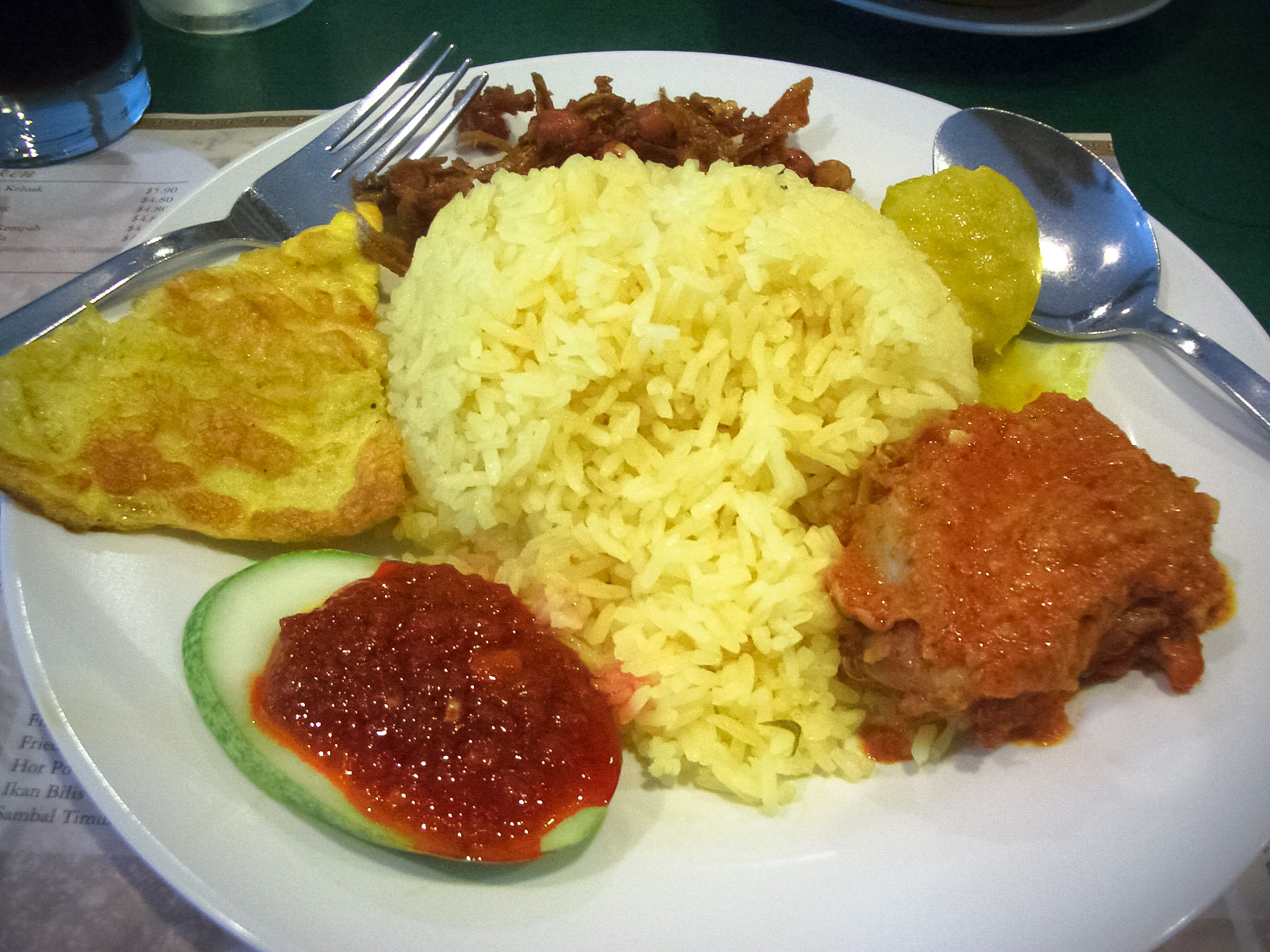
Nasi lemak, el plato nacional de Malasia.

La gastronomía de Malasia refleja la constitución multiétnica de la población de Malasia, y queda definida por su diversidad. Numerosas culturas de Malasia y las zonas vecinas han influido en grado sumo sobre la cocina de Malasia, especialmente importantes son las influencias de las cocinas malaya, china, india, tailandesa, javanesa, y de Sumatra. Una de las principales razones es que Malasia formó parte de la antigua ruta de las especias. La gastronomía es similar a la de Singapur y Brunéi, y también tiene ciertas similitudes con la cocina filipina. Los distintos estados de Malasia poseen distintos platillos.
A veces ciertos elementos de la dieta que no se encuentran originalmente en la cultura son asimilados desde otra; por ejemplo, los retaurantes chinos en Malasia a menudo sirven platos de Malasia. La comida de una cultura a veces es preparada utilizando estilos tomados de otras culturas. Esto significa que aunque numerosos platos de Malasia se han originado en recetas de otras culturas, los mismos han logrado desarrollar una identidad propia. A menudo las recetas que se sirven en Malasia son distintas de las recetas originales; por ejemplo, la comida china a menudo es más dulce en las versiones de Malasia que en las versiones originales. Los Peranakans, chinos se desplazaron a Malasia hace varios siglos, y poseen sus propias recetas que se basan en técnicas de cocina china con ingredientes de Malasia.
En el curso de una cena la comida no se sirve organizada en el modo de platos de entrada, principal y secundario, sino todos los platillos simultáneamente. El arroz es un ingrediente muy popular en numerosos platillos de Malasia. Aunque se suele utilizar el ají en las recetas de Malasia, los platos no son particularmente picantes. Son comunes los noodles. A causa de la elevada población musulmana se utiliza poco el cerdo. Algunas celebraciones tienen asociadas platillos específicos como por ejemplo se consumen pasteles de luna durante el Festival de Mitad de Otoño.